# Gnesta
Gnesta ( OUÇA A PRONÚNCIA) é uma pequena cidade da província da Södermanland, na região histórica da Svealand.                                                                                                                       

Está localizada na margem sul do lago Frösjön, e situada junto à linha do Oeste, ligando Estocolmo a Gotemburgo. Fica a 25 km a sudoeste da cidade de Södertälje .                                                                                             

Possui 3,85 quilômetros quadrados e segundo censo de 2021, havia 6 376 residentes.

É sede da comuna de Gnesta, pertencente ao condado da Södermanland.                                                                                          

## Etimologia
O nome geográfico Gnesta deriva do nome de uma aldeia perto da atual localização, e é composto por Gne, com significado desconhecido, e sta(d) (sítio).
A cidade está mencionada como "Gnytlistum", em 1383.

## História
A pequena localidade de Gnesta nasceu e cresceu em redor de uma estação ferroviária da linha do Oeste (Västra stambanan), ligando Estocolmo a Gotemburgo.                                                                                                                                                  